# Paracoccus reductus
Paracoccus reductus är en insektsart som först beskrevs av Ferris 1953.  Paracoccus reductus ingår i släktet Paracoccus och familjen ullsköldlöss. Inga underarter finns listade i Catalogue of Life.